# Chubby Checker
Chubby Checker (født Ernest Evans 3. oktober 1941 i Spring Gulley i South Carolina) er en amerikansk sanger.
Checker voksede op i Philadelphia i Pennsylvania.
Checker blev opdaget i slutningen af 1950'erne, da han plejede at synge, for at underholde kunderne i butikken, han arbejdede i. Det lokale pladeselskab fik øjnene op for ham, og i 1960 blev hans første album udgivet. Den indeholdt sangen «The Twist», en milepæl i rockmusikken, som også gjorde dansen twist populær. Opfølgeren til «The Twist», «Let's Twist Again» blev også et stort hit.
I 1962 kom «Limbo Party», som også blev en stor hit, men efter den har Checker ikke haft større hits.

## Diskografi

### Album
1. Twist With Chubby Checker (1960)
2. For Twisters Only (1961)
3. It's Pony Time (1961)
4. For Teen Twisters Only (1962)
5. Let's Twist Again (album) (1962)
6. Twistin' Round the World (1962)
7. All the Hits for Your Dancin' Party (1962)
8. Limbo Party (1963)
9. In Person (Chubby) (1963)
10. Let's Limbo Some More (1963)
11. Beach Party (1963)
12. With Sy Oliver and His Orchestra (1963)
13. Chubby's Folk Album (1963)
14. The Chubby Checker Discoteque (1964)
15. The Other Side of Chubber Checker (1971)
16. Change Has Come (1982)
17. 60 Minute Workout Session (2001)
18. The Texas Twist (2001)

### EP
1. The Hucklebuck/The Twist (1960)
2. Twist (1961)
3. El Twist (1961)
4. Everything's Gonna Be All Right (1961)
5. For Twisters Only (1961)
6. The Fly (1961)
7. Bande Sonore Originale du Film "Twist Around the Clock (1962)
8. Let's Twist Again (EP) (1962)
9. Limbo Rock (1962)
10. Popeye (the Hitch-hiker) (1962)
11. Twist Con (1962)
12. Dancin' Party EP (1962)

### Samlealbum
1. Your Twist Party With the King of Twist (1961)
2. Chubby Checker's Biggest Hits (1963)
3. 18 Golden Hits (1966)
4. Chubby Checker's Greatest Hits (1972)
5. Chubby Checker's Greatest Hits (1976)
6. Chubby Checker's Greatest Hits (London) (1976)
7. Gigantes Del Pop, Vol. 45 – Chubby Checker (1981)
8. Let's Twist Again (1981)
9. The Best of Chubby Checker' (1982)
10. Let's Twist Again. 20 Great Tracks (1983)
11. Let's Twist Again (1988)
12. Chubby Checker's Greatest Hits (1992) (1992)
13. Mr. Twister (1992)
14. The World of Chubby Checker: Let's Twist Again (1992)
15. The Ultimate Collection (Chubby) (1993)
16. Greatest Hits (Chubby) (1995)
17. Original Greatest Hits (1995)
18. Let's Twist (1997)
19. The Best of Chubby Checker (1997) (1997)
20. Let's Twist Again (samleplate) (1999)
21. The Best of Chubby Checker (1999) (1999)
22. Forever Gold (2000)
23. The Twist – Hits of Chubby Checker' (2000)
24. All the Best (2005)
25. K-tel Greatest Hits (2005)
26. The Best of Chubby Checker 1959-1963 (2005)
27. It's Pony Time / Let's Twist Again (2010)